# Thénac, Charente-Maritime
Thénac är en kommun i departementet Charente-Maritime i regionen Nouvelle-Aquitaine i västra Frankrike. Kommunen ligger i kantonen Saintes-Ouest som ligger i arrondissementet Saintes. År 2022 hade Thénac 1 702 invånare.

## Befolkningsutveckling
Antalet invånare i kommunen Thénac
Referens:INSEE